# JR貨物UF12A形コンテナ

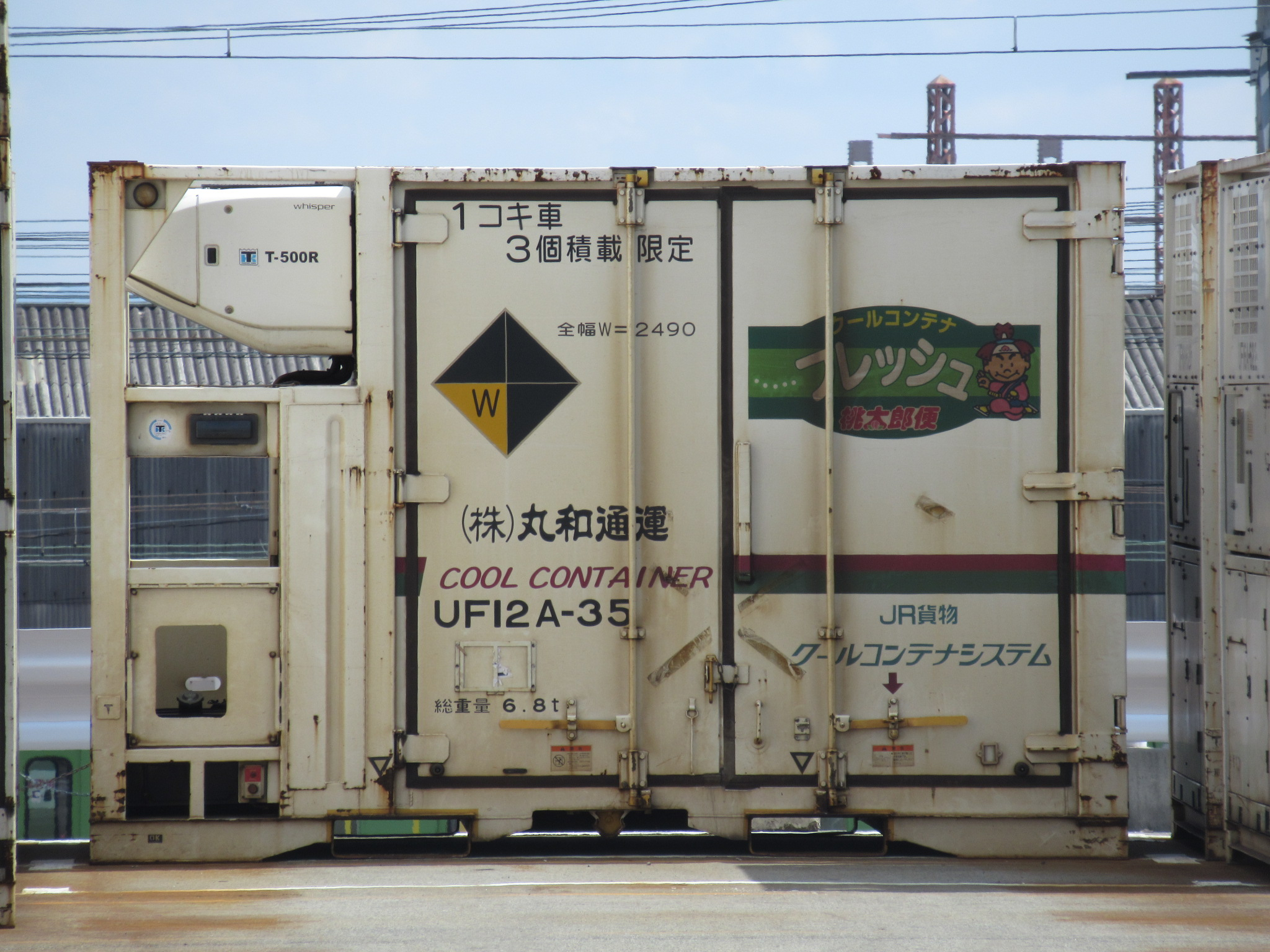
UF12A-35

UF12A形コンテナ（UF12Aがたコンテナ）は、日本貨物鉄道（JR貨物）輸送用として籍を編入している12ft私有コンテナ（冷凍コンテナ）である。

## 概要
本形式の数字部位 「 12 」は、コンテナの容積を元に決定される。このコンテナ容積12 m3の算出は、厳密には端数を四捨五入計算のために、内容積11.5 m3 - 12.4 m3の間に属するコンテナが対象となる
。また形式末尾のアルファベット一桁部位 「 A 」は、コンテナの使用用途（主たる目的または、構造）が 「 非危険物（いわゆる汎用品） 」を表す記号として付与されている。1988年より登録が開始された。

## 特記事項
1990年度に試作品が登場し、20数年ぶりとなる2014年度から新規に丸和通運登録で量産が開始された、冷凍コンテナである。
冷凍機は初期登録の少数を除き、アメリカのインガーソル・ランド社の「サーモキング」が使用されている。